# Прохилодонтови
Прохилодонтовите (Prochilodontidae) са семейство актиноптери от разред Харацидоподобни (Characiformes).
Таксонът е описан за пръв път от Франц Щайндахнер през 1879 година.

## Родове
- Ichthyoelephas
- Prochilodus
- Semaprochilodus